# Вазописец диносов

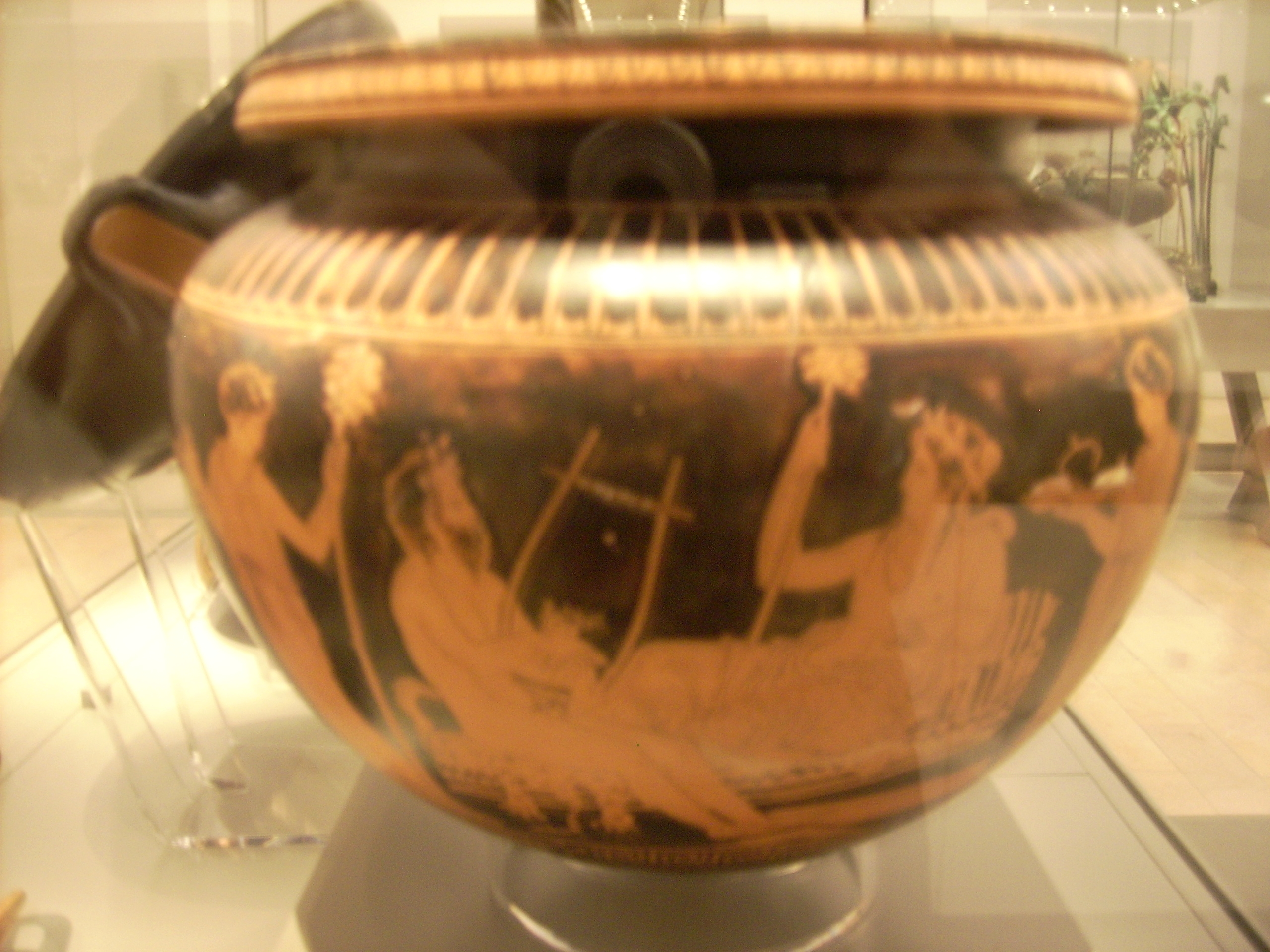
Именная ваза вазописца диносов — «Покоящийся Дионис»

Вазописец диносов — анонимный древнегреческий аттический вазописец, который работал во второй половине V века до нашей эры.
Вазописец диносов был представителем художественной традиции краснофигурной вазописи другого анонимного вазописца Клеофонта. Он стоял на переходе между высоким классическим и поздним классическим искусством. Его произведения обозначили начало интереса аттических вазописцев к эпическим сценам.
Обычно он изображал одну-две фигуры в центре вазы. Фризовые орнаменты, характерные для более ранних периодов вазописи, отсутствуют. В целом вазописец диносов считается одним из основателей так называемого роскошного стиля. К его инновацям относят также использование белого цвета для изображения фигуры Эроса, что позже стало традицией.
Среди самых известных работ вазописца диносов — стамнос с менадами, кратер со сценой Отплытие аргонавтов, киликс-кратер с изображением Тесея и Прометея, арибалл с фигурой женщины. Его именная ваза — динос, изображающий покоящегося Диониса.